# Jednota českých matematiků a fyziků
Jednota českých matematiků a fyziků (JČMF) je jedna z nejstarších dosud existujících učených společností v českých zemích. Byla založena roku 1862 jako Spolek pro volné přednášky z matematiky a fyziky (Jednota českých mathematiků).Jejím posláním bylo od začátku zlepšování výuky fyziky a matematiky na školách všech úrovní a typů a dále pak směřovat ku podpoře a rozvoji těchto věd. V důsledku vlasteneckých snah byl roku 1869 spolek rozšířen (Jednota českých mathematiků a fysiků). Členstvo jednoty tvořili z velké části profesoři středních škol a institutů vyššího vzdělávání, z menší části i profesoři vysokých škol a vědci.
V roce 1870 začala Jednota vydávat Zprávy Jednoty českých mathematiků a fysiků, z nichž o 2 roky později v roce 1872 vznikl Časopis pro pěstování mathematiky a fysiky, časopis věnovaný matematice a fyzice a zároveň první matematický časopis v Rakousku-Uhersku (časopis vycházel s víceméně stejným jménem – až na změny pravopisu slov matematika a fyzika – do roku 1950, od roku 1951 (ročník 76) byla z názvu vynechána fyzika, od roku 1991 (ročník 116) jej pod názvem Mathematica Bohemica vydává Matematický ústav AV ČR, v. v. i.). O rok později, tj. v roce 1873 již Jednota vydává vlastní učebnice a vědecké monografie. Po vzniku samostatného Československa se stala de facto monopolním kvalifikovaným vydavatelem učebnic, odborných knih a časopisů s matematicko-fyzikální tematikou.
Na začátku 50. let musela Jednota převést majetek ve prospěch nově vzniklé Československé akademie věd a stala se učenou společností při ČSAV. Matematická část knihovny Jednoty se stala základem fondu knihovny Matematického ústavu, kde se nachází dodnes.
V letech 1921–1939 a 1945–1993 se používal název Jednota československých matematiků a fyziků.

## Členství
Jednota má přibližně 2000 individuálních členů, z velké části středoškolských učitelů, a 100 kolektivních členů. Tím se řadí mezi největší vědecké společnosti v České republice.

## Organizační struktura
Jednota má dvojí strukturu, oblastní a zájmovou. Každý člen Jednoty přináleží do jedné z patnácti oblastních poboček, zpravidla podle bydliště nebo pracoviště. Pobočky jsou zřízeny zejména v univerzitních městech. Jednotlivé místní pobočky jsou: pražská, brněnská, českobudějovická, jihlavská, karlovarská, královéhradecká, liberecká, olomoucká, opavská, ostravská, pardubická, plzeňská, ústecká a zlínská, navíc je zřízena místní pobočka středočeská.
Podle zájmu se jednota dělí do čtyř sekcí:
- Česká matematická společnost
- Česká fyzikální společnost
- Společnost učitelů matematiky
- Fyzikální pedagogická společnost

První dvě sekce jsou zaměřeny odborně, druhé dvě na pedagogiku matematiky, fyziky. Každý člen Jednoty může být členem libovolného počtu ze čtyř odborných sekcí nebo také žádné.

## Předsednictvo výboru JČMF
- Předseda: doc. RNDr. Alena Šolcová, Ph.D.
- 1. místopředseda: doc. RNDr. Jiří Dolejší, CSc.
- 2. místopředseda: doc. RNDr. Daniel Hlubinka, Ph.D.
- hospodář: RNDr. Jaroslav Dittrich, CSc.
- Tajemník: doc. RNDr. Antonín Jančařík, Ph.D.
- Předseda ČMS: prof. RNDr. Luboš Pick, DSc.
- Předseda SUMA: doc. RNDr. Eduard Fuchs, CSc.
- Předseda ČFS: doc. RNDr. Jan Mlynář, Ph.D.
- Předseda FPS: doc. RNDr. Zdeněk Drozd, Ph.D.

## Čestní členové JČMF
| PaedDr. Marie Ausbergerová          | RNDr. Marie Fojtíková                | Prof. RNDr. Ivo Kraus, DrSc.         | Doc. RNDr. Josef Polák, CSc.       | Doc. Ing. Ivan Štoll, CSc.         |
| Prof. Dr. Ivo Babuška, DrSc.        | Doc. RNDr. Eduard Fuchs, CSc.        | RNDr. Josef Kubát                    | RNDr. Eva Pomykalová               | RNDr. Jaroslav Švrček, CSc.        |
| doc. RNDr. Jindřich Bečvář, CSc.    | RNDr. Jiří Grygar, CSc.              | Prof. RNDr. Alois Kufner, DrSc.      | Mgr. František Procházka           | RNDr. Aleš Trojánek, PhD.          |
| RNDr. Jan Beneš                     | Doc. RNDr. Jiří Hájek, CSc.          | Prof. RNDr. Jaroslav Kurzweil, DrSc. | Prof. RNDr. Zdeněk Půlpán, CSc.    | RNDr. Alice Valkárová, DrSc.       |
| Doc. RNDr. Jaroslav Beránek, CSc.   | Prof. RNDr. Milan Hejný, CSc.        | Prof. RNDr. František Kuřina, CSc.   | RNDr. Jiří Rákosník, CSc.          | Doc. RNDr. Jiří Veselý, CSc.       |
| RNDr. Rudolf Bláha                  | Mgr. Marta Hejzlarová                | RNDr. Miluše Lachmannová             | Prof. RNDr. Beloslav Riečan, DrSc. | Doc. RNDr. Vladimír Vlček, CSc.    |
| Doc. RNDr. Leo Boček, CSc.          | RNDr. Jiří Herman, Ph.D.             | Doc. RNDr. Oldřich Lepil, CSc.       | Doc. RNDr. Miloš Rotter, CSc.      | Doc. RNDr. Naďa Vondrová, Ph.D.    |
| Doc. RNDr. Zdeněk Boháč, CSc.       | Prof. RNDr. Leopold Herrmann, CSc.   | Prof. RNDr. František Lukeš, CSc.    | Mgr. Karel Ryška                   | Prof. Ing. Bohumil Vybíral, CSc.   |
| Doc. RNDr. Slavomír Burýšek, CSc.   | Doc. RNDr. Jiří Holenda, CSc.        | Doc. RNDr. Ludmila Machačová, CSc.   | Doc. RNDr. Petr Řepa, CSc.         | Doc. RNDr. Otta Říha, CSc.         |
| Prof. RNDr. Petr Wyslych, CSc.      | Doc. RNDr. Emil Calda, CSc.          | RNDr. Radmila Horáková               | Doc. RNDr. Miroslav Miler, DrSc.   | Prof. RNDr. Karel Segeth, CSc.     |
| Doc. Ing. Štefan Zajac, CSc.        | Prof. RNDr. Jiří Cihlář, CSc.        | PaedDr. Libuše Hozová                | Prof. RNDr. Josef Molnár, CSc.     | Doc. Danka Slavínská, CSc.         |
| RNDr. Karel Závěta, CSc.            | Prof. RNDr. Martin Černohorský, CSc. | RNDr. Dag Hrubý                      | RNDr. Jaroslav Nadrchal, CSc.      | Prof. RNDr. Vladimír Souček, DrSc. |
| Doc. RNDr. Pavel David, CSc.        | Doc. RNDr. Josef Hubeňák, CSc.       | Doc. RNDr. Jozef Nagy, CSc.          | Doc. RNDr. Vojtěch Stach, CSc.     |                                    |
| akademik Armin Delong               | RNDr. Radmila Hýblová                | Prof. RNDr. Ivan Netuka, DrSc.       | Doc. RNDr. Květomil Stach, CSc.    |                                    |
| RNDr. Jaroslav Dittrich, CSc.       | Mgr. František Janeček               | Prof. RNDr. František Neuman, DrSc.  | Prof. RNDr. Emanuel Svoboda, CSc.  |                                    |
| RNDr. Petr Dolanský                 | Doc. RNDr. Jiří Jarník, CSc.         | Prof. RNDr. Jarmila Novotná, CSc.    | RNDr. Václav Sýkora, CSc.          |                                    |
| Doc. RNDr. Jarmila Doležalová, CSc. | Doc. RNDr. Milada Kočandrlová, CSc.  | Prof. RNDr. Jan Novotný, CSc.        | Mgr. Václav Šáda                   |                                    |
| Prof. RNDr. Pavel Drábek, DrSc.     | Doc. RNDr. Růžena Kolářová, CSc      | Doc. RNDr. Dušan Novotný, CSc.       | RNDr. Zdeněk Šigut, CSc.           |                                    |
| Mgr. Petr Drahotský                 | Prof. RNDr. Oldřich Kowalski, DrSc.  | Doc. RNDr. Oldřich Odvárko, DrSc.    | Doc. RNDr. Jaromír Šimša, CSc.     |                                    |
| Prof. RNDr. Lubomír Dvořák, CSc.    | Prof. RNDr. Jan Kratochvíl, CSc.     | Prof. RNDr. Libor Pátý, CSc.         | Doc. RNDr. Alena Šolcová, Ph.D.    |                                    |